# Jean Tirole

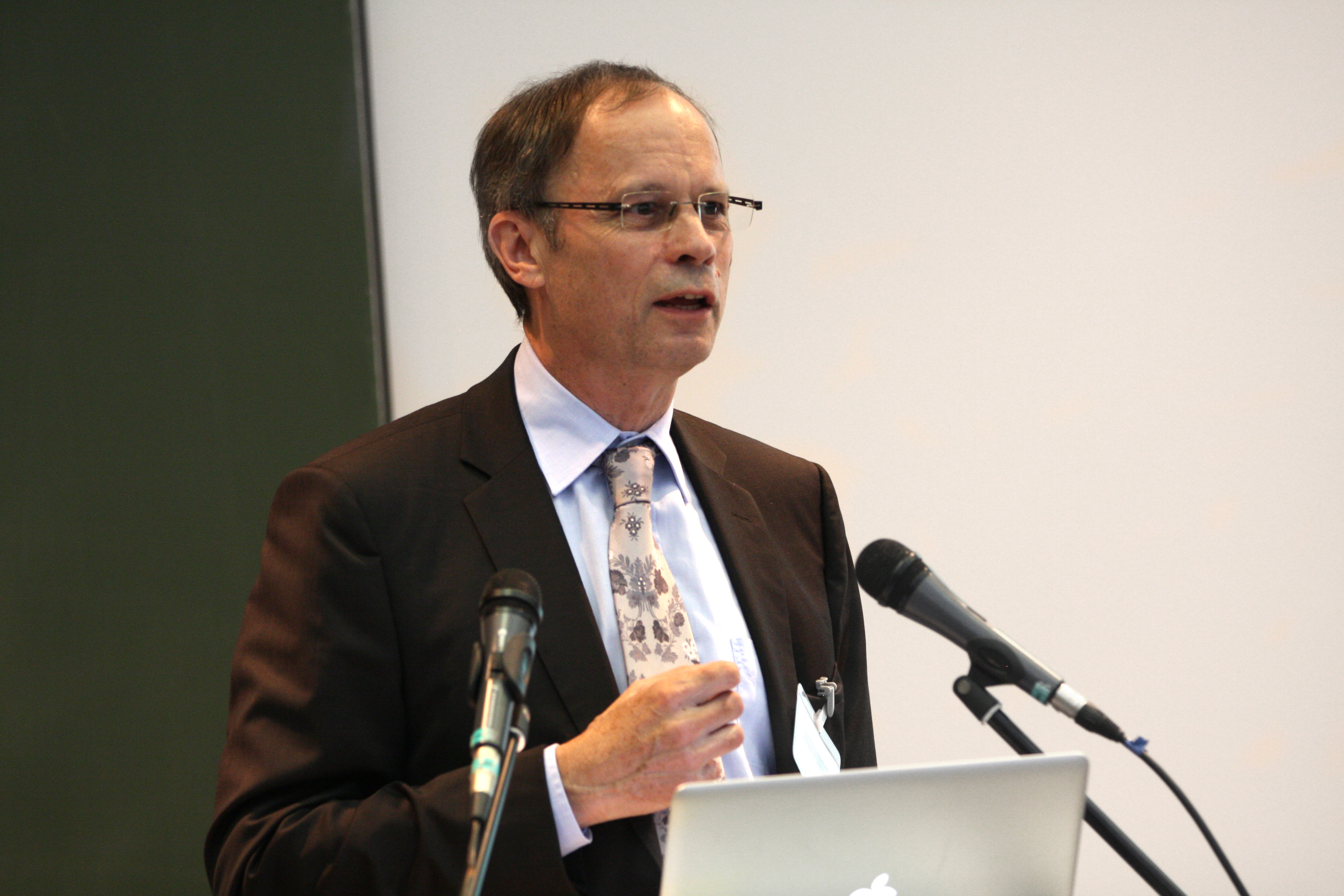
Jean Tirole, 2011

Jean Marcel Tirole (* 9. August 1953 in Troyes) ist ein französischer Ökonom, der sich insbesondere mit Industrieökonomik beschäftigt. Er ist Professor der Ökonomie an der Universität Toulouse I sowie auch an der École des hautes études en sciences sociales (EHESS) in Paris.
Im Jahr 2014 wurde er „für seine Analyse von Marktmacht und -regulierung“ mit dem Alfred-Nobel-Gedächtnispreis für Wirtschaftswissenschaften („Wirtschaftsnobelpreis“) ausgezeichnet. Er untersuchte bei Oligopolen die Frage, wie unproduktive Unternehmen den Markteintritt von Konkurrenten verhindern und wie der Staat einem solchen Verhalten begegnen kann.

## Leben und Wirken
Jean Tirole graduierte 1976 in Ingenieurwissenschaften an der École polytechnique und mit einem Diplôme d’études approfondies, Schwerpunkt Entscheidungsverfahren, an der Universität Paris-Dauphine. 1978 graduierte er wiederum in Ingenieurwissenschaften an der École nationale des ponts et chaussées in Paris und promovierte 1978 in Quantitativen Methoden an der Universität Paris-Dauphine (Essais sur le Calcul Economique Public et sur le Taux d'Actualisation). 1981 schloss er ein ökonomisches Promotionsstudium zum Ph.D. am Massachusetts Institute of Technology (MIT) mit der Arbeit Essays in Economic Theory ab.
1981 wurde er Wissenschaftlicher Mitarbeiter beim Corps des ingénieurs des ponts et chaussées (CERAS) der École nationale des ponts et chaussées. Von 1984 bis 1992 war er Associate Professor, später Professor für Volkswirtschaftslehre am MIT. 1989 war er der Taussig Visiting Professor of Economics an der Harvard University. Von 1994 bis 1996 war er Professor an der École Polytechnique und hatte Gastprofessuren an der ENSAE, der Universität Lausanne und der Universität Wuhan inne. Er war Gastwissenschaftler an der Stanford University (1983) und der Princeton University (2002).
Tirole ist wissenschaftlicher Direktor des Institut d’économie industrielle (IDEI) an der Universität Toulouse I. Seit dem Jahr 1995 ist er zudem Studiendirektor der École des hautes études en sciences sociales (EHESS) in Paris.
Im Mittelpunkt von Tiroles Studien stehen Mono- bzw. Oligopole, wie sie etwa im beschränkten Markt für Stromtrassen, Eisenbahnen und im Telekommunikationsmarkt natürlicherweise auftreten. Klassischerweise schreibt der Staat den Teilnehmern eines Oligo- oder Monopols Maximalpreise vor, oder verbietet die Kooperation (z. B. Kartelle, Preisabsprachen). Jean Tirole und seine Mitarbeiter konnten zeigen, dass in spezifischen Fällen solche Vorschriften kontraproduktiv sind, und dass zum Beispiel die Übernahme eines Zulieferbetriebes je nach Fall erwünscht ist, wenn sie die Innovation fördert. Das Gesamtwerk Jean Tiroles gibt den Regierungen ein Werkzeug in die Hand, womit sie je nach Problemstellung die Monopole bzw. Oligopole so regulieren können, dass die einzelnen Unternehmen produktiver werden, und andererseits ihren Konkurrenten weniger Schaden zufügen.
Tirole arbeitete über weite Strecken mit dem 2004 verstorbenen Kollegen Jean-Jacques Laffont zusammen.
Seine Bekanntheit verdankt er nicht zuletzt dem 1988 veröffentlichten Lehrbuch The Theory of Industrial Organization (MIT Press; deutsch: Industrieökonomik, Oldenbourg). Er verfasste drei weitere bekannte Lehrbücher: Theory of Incentives in Procurement and Regulation (MIT Press), Game Theory (MIT Press) und The Theory of Corporate Finance (MIT Press).
Im Jahr 2016 veröffentlichte Tirole das Buch „Économie du bien commun“, das unter dem Titel „Economics for the Common Good“ im Oktober 2017 auch in englischer Sprache erschienen ist.

## Ehrungen
- 1993 Yrjö-Jahnsson-Preis
- 2007 Goldmedaille der Stadt Toulouse
- 2007 Ritter der Ehrenlegion
- 2007 Médaille d’or du CNRS
- 2008 BBVA Foundation Frontiers of Knowledge Award
- 2010 Officier dans l’Ordre National du Mérite
- 2014 Alfred-Nobel-Gedächtnispreis für Wirtschaftswissenschaften („Wirtschaftsnobelpreis“)
- 2014 Nemmers-Preis für Wirtschaftswissenschaften
- Ehrendoktorate der Université Libre de Bruxelles (1989), University of London (London Business School) (2007), Universität von Montreal (HEC) (2007), Universität Mannheim (2011)[6],  Athen University of Economics and Business (2012), Universität Rom Tor Vergata (2012), Hitotsubashi-Universität (2013), Université de Lausanne (2013), European University Institute (2015)

## Mitgliedschaften
- 1986 Fellow der Econometric Society[7]
- 1993 Ehrenmitglied der American Academy of Arts and Sciences
- 1993 American Economic Association
- 2008 Académie des Sciences, Inscriptions et Belles Lettres, Toulouse
- 2011 Académie des sciences morales et politiques
- 2013 Royal Society of Edinburgh
- 2015 National Academy of Sciences
- 2015 Assoziiertes Mitglied der Académie royale des Sciences, des Lettres et des Beaux-Arts de Belgique[8]
- 2019 British Academy

## Werke
- Économie du bien commun. Presses Universitaires de France, Paris 2018, ISBN 978-2-13-080766-7.